# Super Hrvoje
Super Hrvoje je prvi hrvatski stripovski junak, nastao u vrijeme Domovinskoga rata. Autori stripa bili su Siniša Ercegovac i Nikola Listeš. Strip je prvi i zadnji put izašao u izdanju Slobodne Dalmacije 1992. Izdane su samo dvije epizode. Objavljena je samo prva koje se zove „Postanak”, a druga pod nazivom „Okus smrti” nikada nije objavljena. Smišljen je kao strip koji bi digao moral hrvatskim vojnicima i stanovništvu tijekom Domovinskog rata na sličan način kao što je i Kapetan Amerika dizao moral američkim vojnicima koji su se borili u Drugome svjetskom ratu.

## O liku
Super Hrvoje hrvatska je inačica američkog Kapetana Amerike, osmišljena 1941.
Položivši svoje ruke na kameni pleter, Hrvoje se pretvara u kamenog čovjeka. Prema legendi, svaki put kada se nevina krv prolije na starohrvatskom kamenom zemljištu, mala kamena statua patuljka oživljava i povjerava moć kamena svome nalazitelju. Kad se pretvorio u kamenog čovjeka, čitava površina Hrvojeva tijela bila je prekrivena kamenom, čineći ga gotovo neranjivim. Super Hrvoje može ispucavati kamenje iz svojih dlanova i stapati se s bilo kojom kamenom površinom. 

## Izdanje
U izdanju Slobodne Dalmacije izdan je samo jedan broj, što je jedan od autora ovako komentirao: